# 條紋單甲南乳魚
條紋單甲南乳魚（学名：Aplochiton zebra），為輻鰭魚綱胡瓜魚目南乳魚科的其中一種，其种加词“zebra”意为“有斑马状纹样的”。分布於南美洲智利Callecalle河至火地島淡水、半鹹水域，體長可達27.8公分，屬肉食性，主要生活在湖泊，生活習性不明。